# لب‌چرمی خال‌سیاه
لب‌چرمی خال‌سیاه (نام علمی: Plectorhinchus gaterinus) نام یک گونه از سرده شیرین‌لب است.